# 汪精卫公馆旧址
汪精卫公馆旧址位于中国江苏省南京市鼓楼区颐和路38号（西康路46-2号，原颐和路34号），邻近美国驻中华民国大使馆旧址。

## 历史
为汪精卫1940年至1944年任日本傀儡“中华民国国民政府”主席兼行政院院长时所居住的别墅。该建筑由褚民谊所赠，抗日战争胜利后由国民党战地服务团接收并一度作为美军军官俱乐部，目前由东部战区管理使用。
该建筑建于1936年，内有三层的西式楼房1幢，采用钢筋混凝土结构和现代建筑风格，另有部分西式平房及车库，庭院较小，大门右侧设有警卫室，周围一度岗哨林立，防范严密。主楼底层原为大会客厅和办公室，二层中间原为一间小会客厅，周围布置有四间卧室，三层则作为汪氏子女的卧室。